# Maekawa Sempan
Maekawa Sempan (japanisch 前川 千帆; 5. Oktober 1888 in Kyōto – 17. November 1960, eigentlicher Name Ishida Shigesaburō (石田 重三郎)) war ein japanischer Holzschnitt-Künstler der Sōsaku-hanga-Richtung.

## Leben und Werk
Geboren als Sohn des Ishida Masashichi wurde Shigesaburō nach dem Tode seines Vaters 1904 von der Familie seiner Mutter adoptiert und erhielt so den Namen Maekawa. Im selben Jahr begann er westliche Malerei am Kansai bijutsu-in (Kunstakademie Kansai) unter Asai Chū und Kanokogi Takeshirō zu studieren. 1912 ging er nach Tokyo und arbeitete für Kitazawa Rakutens Satire-Magazin Tōkyō Puck (東京パック, Tōkyō Pakku) und begann Manga zu zeichnen. 1915 ging er nach Seoul und arbeitete dort für eine Zeitung, kehrte aber nach zwei Jahren zurück und war als Journalist für Yomiuri Shimbun und Kokumin Shimbun tätig.
1818 war Maekawa an der Gründung der „Japanischen Vereinigung für kreativen Holzschnitt“ (日本創作版画協会, Nihon sōsaku hanga kyōkai) beteiligt und war 1919 auf der ersten und dann auf der zweiten und vierten Ausstellung der Gesellschaft mit Drucken vertreten. 1931 war er an der Gründung der breiter gefassten „Japanischen Vereinigung für Holzschnitt“ (日本版画協会, Nihon hanga kyōkai)  beteiligt. Maekawa stellte auch auf der von der Akademie der Künste getragenen Ausstellung Teiten sowie auf den Ausstellungen der Künstlervereinigung Shun’yō-kai (春陽会) aus. 1936 nahm er an dem Kunstwettbewerb anlässlich der Olympischen Spiele in Berlin mit dem Werk „Weitsprung“ teil. Sein Beitrag wurde jedoch nicht prämiert.
Nach dem Zweiten Weltkrieg stellte er weiterhin aus, zog sich aber aus der Japanischen Vereinigung für Holzschnitt zurück, beteiligte sich stattdessen 1960 an der Gründung der Nippan-kai (日版会) genannten Gesellschaft. Maekawa starb nach kurzer Krankheit 1960.
Maedas frühe Werke zeigen einen Einfluss des deutschen Expressionismus, später wurde er etwas abstrakter. Zu seinen Themen gehört die Großstadt, aber auch die Blumenverkäuferinnen aus der Provinz. Er war beteiligt an der Graphik-Serie „Hundert neue Blicke auf Tōkyō“ (新東京百景, Shin Tōkyō Hyakkei).

## Galerie

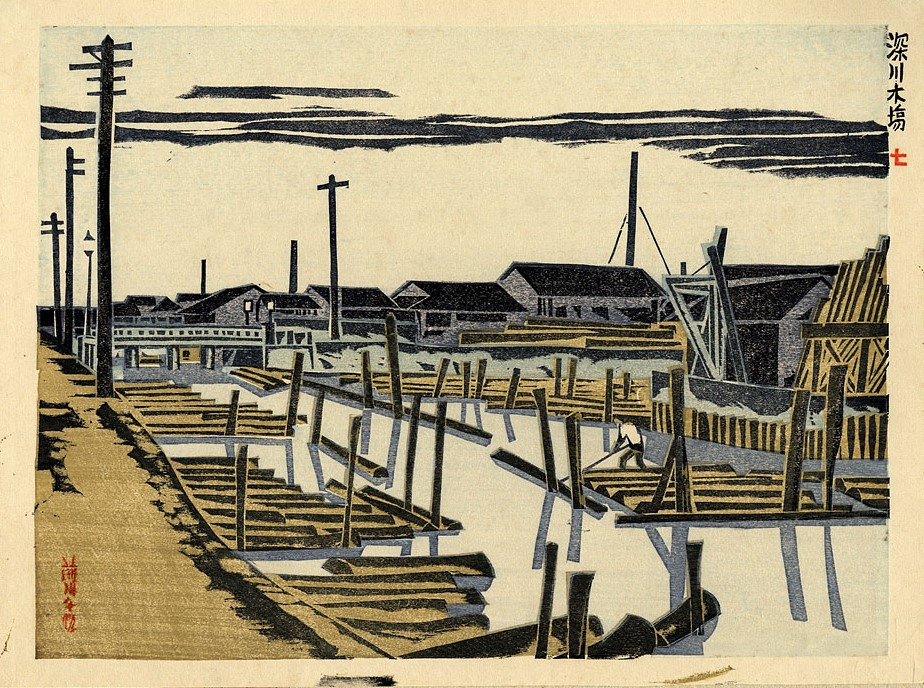
Fukagawa-Holzlager
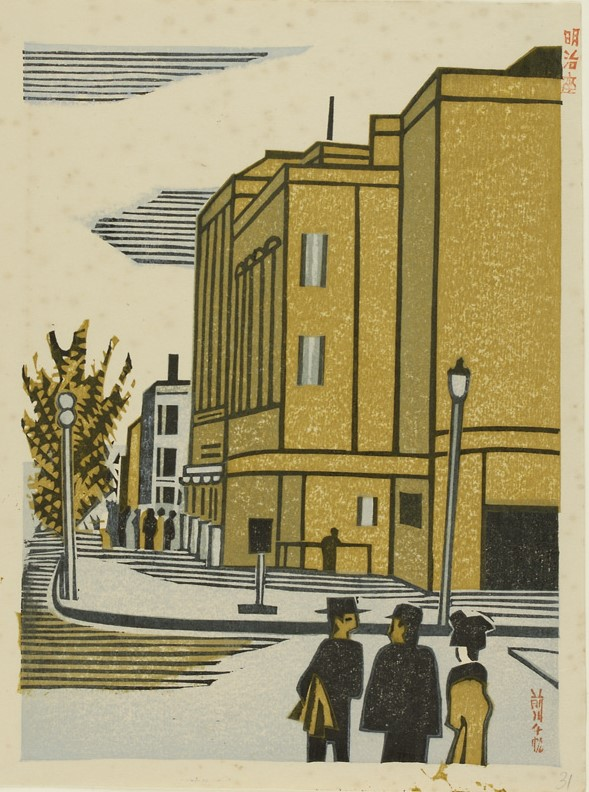
Meiji-Theater
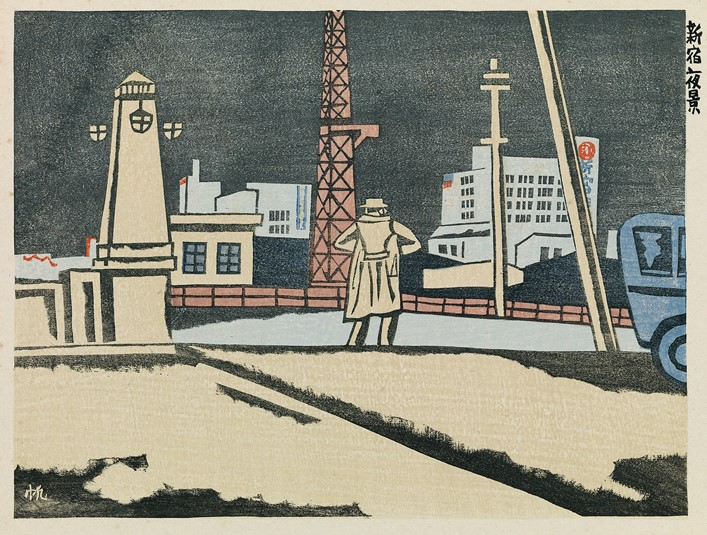
Nacht in Shinjuku
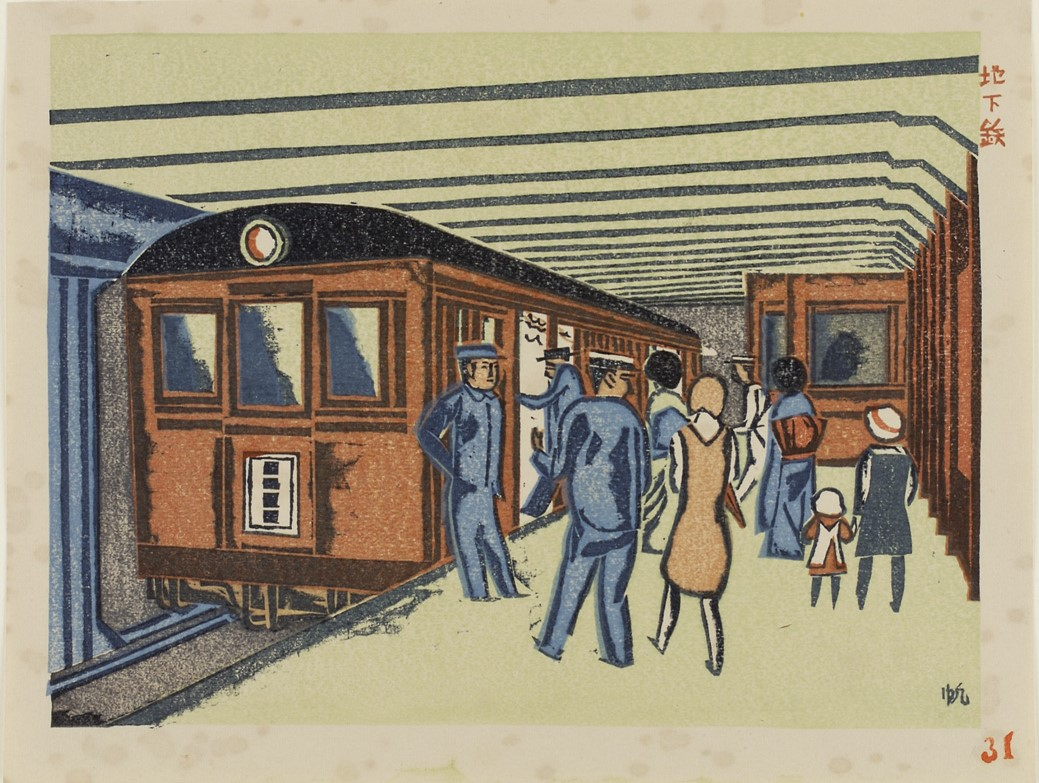
U-Bahn
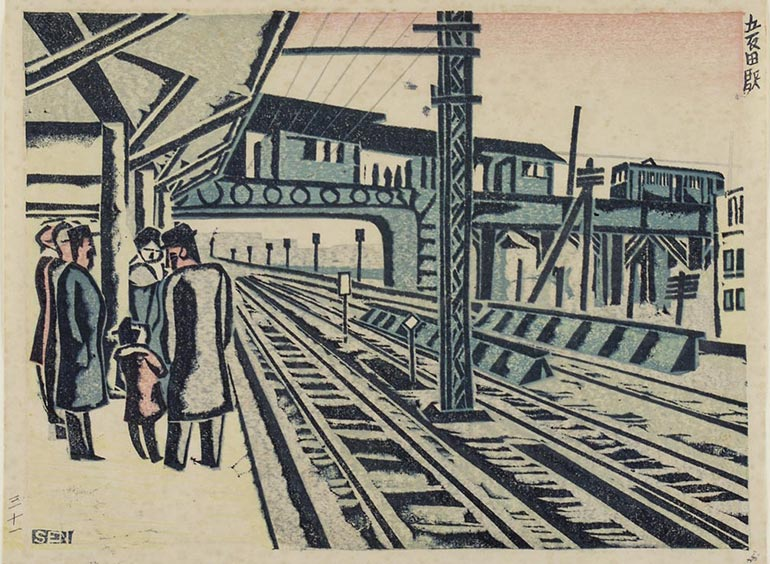
Gotanda
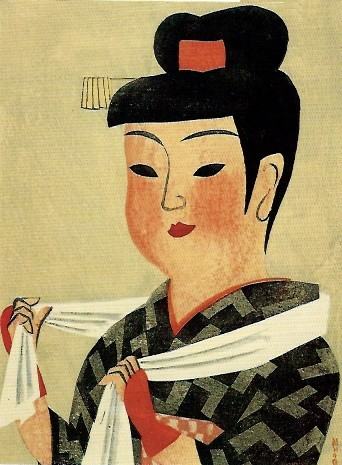
Akita-Tänzerin
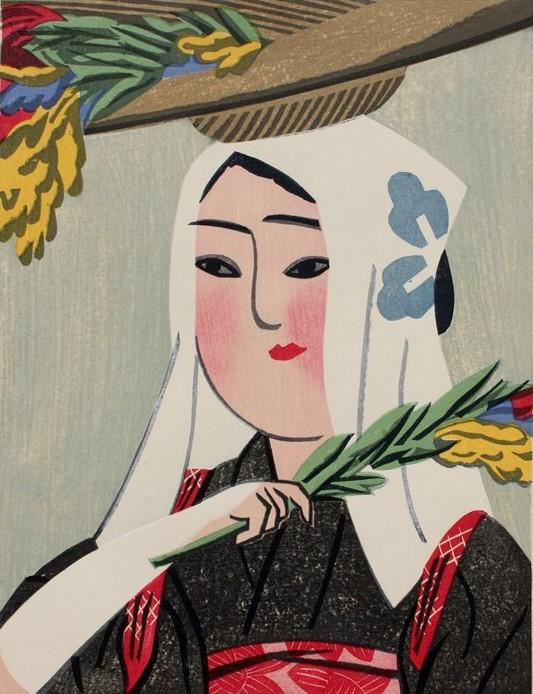
Blumenverkäuferin
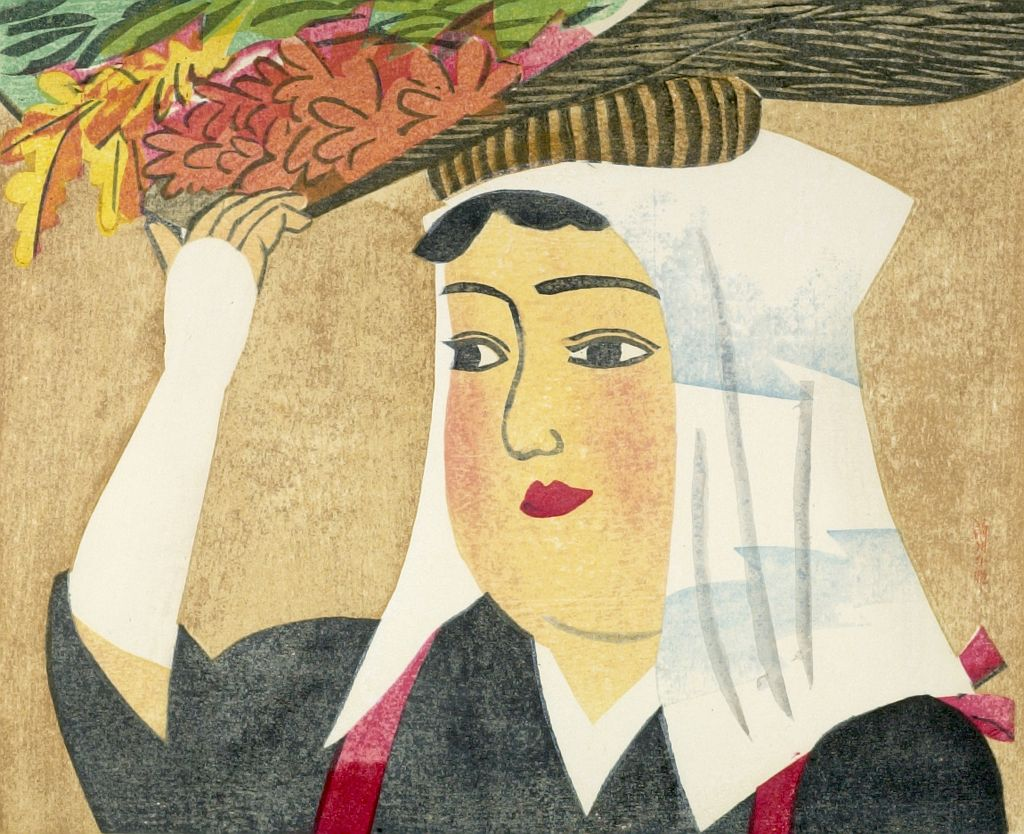
Blumenverkäuferin